# Žan Kolmanič
Žan Kolmanič (Murska Sobota, 3 marzo 2000) è un calciatore sloveno, difensore dell'Austin FC.

## Caratteristiche tecniche
È un terzino sinistro.

## Carriera

### Club
Cresciuto nel settore giovanile del Maribor, debutta in prima squadra il 19 agosto 2017 giocando l'incontro di 1. SNL vinto 3-2 contro il Krško.
Nel marzo 2021 viene ceduto in prestito all'Austin FC fino al termine dell'anno.

### Nazionale
Nel 2021 viene convocato dalla nazionale under-21 per il campionato europeo di categoria; il 24 marzo scende in campo nel match della fase a gironi contro la Spagna.
Il 28 settembre 2021 viene convocato per la prima volta in nazionale maggiore dal CT sloveno Matjaž Kek.

## Statistiche
Statistiche aggiornate al 20 ottobre 2024.

### Presenze e reti nei club
| Stagione        | Squadra         | Campionato      | Campionato | Campionato | Coppe nazionali | Coppe nazionali | Coppe nazionali | Coppe continentali | Coppe continentali | Coppe continentali | Altre coppe | Altre coppe | Altre coppe | Totale | Totale | Totale |
| Stagione        | Squadra         | Comp            | Pres       | Reti       | Comp            | Pres            | Reti            | Comp               | Pres               | Reti               | Comp        | Pres        | Reti        | Pres   | Reti   |        |
| --------------- | --------------- | --------------- | ---------- | ---------- | --------------- | --------------- | --------------- | ------------------ | ------------------ | ------------------ | ----------- | ----------- | ----------- | ------ | ------ | ------ |
| 2017-2018       | Maribor         | 1.SNL           | 4          | 0          | CS              | 1               | 0               | UCL                | 0                  | 0                  |             | -           | -           | 5      | 0      |        |
| 2018-2019       | Maribor         | 1.SNL           | 14         | 0          | CS              | 1               | 0               | UEL                | 0                  | 0                  |             | -           | -           | 15     | 0      |        |
| 2019-2020       | Maribor         | 1.SNL           | 6          | 0          | CS              | 0               | 0               | UCL                | 0                  | 0                  |             | -           | -           | 6      | 0      |        |
| 2020-2021       | Maribor         | 1.SNL           | 20         | 0          | CS              | 1               | 0               | UEL                | 0                  | 0                  |             | -           | -           | 21     | 0      |        |
| Totale Maribor  | Totale Maribor  | Totale Maribor  | 44         | 0          |                 | 3               | 0               |                    | 0                  | 0                  |             | -           | -           | 47     | 0      |        |
| 2021            | Austin FC       | MLS             | 30         | 0          |                 | -               | -               |                    | -                  | -                  |             | -           | -           | 30     | 0      |        |
| 2022            | Austin FC       | MLS             | 21+1       | 0          | USOC            | 1               | 0               |                    | -                  | -                  |             | -           | -           | 23     | 0      |        |
| 2023            | Austin FC       | MLS             | 6          | 0          | USOC            | 0               | 0               | CCL                | 1                  | 0                  | LC          | 0           | 0           | 7      | 0      |        |
| 2024            | Austin FC       | MLS             | 15         | 0          |                 | -               | -               |                    | -                  | -                  | LC          | 1           | 0           | 16     | 0      |        |
| Totale carriera | Totale carriera | Totale carriera | 117        | 0          |                 | 4               | 0               |                    | 1                  | 0                  |             | 1           | 0           | 123    | 0      |        |

## Palmarès

### Club

#### Competizioni nazionali
- Campionato sloveno: 1

Maribor: 2018-2019